# 麥凱區政府
麥凱區是澳大利亞昆士蘭州北部的一個地方政府於2008年由3個地方政府合併所成立；所統籌的政府預算有澳幣1.18億。

## 區議會
由10名議員和1位區長所組成。

## 外部連結
- 麥凱區政府官方網站（页面存档备份，存于）